# Joseph Joyce
Joseph Joyce, detto Joe (Londra, 19 settembre 1985), è un pugile britannico.

## Palmarès

### Olimpiadi
- 1 medaglia[1]:
  - 1 argento (Rio de Janeiro 2016 nei pesi supermassimi)

### Mondiali dilettanti
- 1 medaglia[1]:
  - 1 bronzo (Doha 2015 nei pesi supermassimi)

### Europei dilettanti
- 1 medaglia[2]:
  - 1 bronzo (Minsk 2013 nei pesi supermassimi)

### Giochi europei
- 1 medaglia[1]:
  - 1 oro (Baku 2015 nei pesi supermassimi)

### Giochi del Commonwealth
- 1 medaglia[2]:
  - 1 oro (Glasgow 2014 nei pesi supermassimi)